# Giovanni De Martino
Pour les articles homonymes, voir De Martino.
Giovanni De Martino né le 13 janvier 1870 à Naples et mort le 3 mars 1935 dans la même ville est un sculpteur italien.

## Biographie
Giovanni De Martino est un sculpteur connu pour sa production de statuettes et petits bustes en bronze de gens du peuple, pêcheurs, garçons de Naples aux traits réalistes,.
Il se forme à l'Académie des beaux-arts de Naples dans les ateliers de Stanislao Lista, Gioacchino Toma et Achille D'Orsi ; avec ce dernier, il est influencé par le vérisme et utilise de jeunes modèles.
Il arrive jeune à Paris où il exécute des groupes sculptés de petite dimension, exposant régulièrement au Salon où il gagne un prix[Lequel ?] pour son œuvre en bronze Le Pêcheur de criquets (Naples, collection particulière).
De retour à Naples, il s'oriente vers le réalisme social en produisant des sculptures du petit peuple parthénopéen, en particulier des jeunes garçons, des fillettes, des petits pêcheurs, etc. De 1916 à 1931, il enseigne et compte parmi ses élèves le sculpteur Angelo Frattini.
Le thème dominant de son art est l'enfance : petits enfants tristes, pensifs, souffrants, etc. Il est surnommé « lo scultore di bambini » (« le sculpteur des enfants »). 
Il prend part à de nombreuses expositions en Italie et à l'étranger surtout entre 1900 et 1929. Il expose à Naples dès 1892, à Paris jusqu'en 1900, à Saint-Pétersbourg en 1902, à Rome en 1903, à Venise en 1905, à Rimini en 1909, et à Munich en 1922, 1924 et 1928. La galerie régional d'art de l'Académie des beaux-arts de Naples lui achète en 1916 une sculpture intitulée Bimba pensosa (Petite Fille pensive). 
Il participe à la Biennale de Venise en 1907, 1922, 1924 et 1928, 1930,. En 1929, il participe à l'exposition du Sindacato di belle arti della Campania ; il est présent à la Società Promotrice di Belle Arti de Naples en 1910 et à la Fiorentina Primaverile de Florence de 1922. Ses sujets représentant l'adolescence ou l'enfance remportent un grand succès. Mussolini est impressionné par son travail exposé à la Quadriennale de Rome de janvier-juin 1931. Dans ses dernières années, le sculpteur réalise des œuvres représentant des jeunes gens en adéquation avec la mode du temps, à l'expression plus sûre et plus fière.

## Œuvres

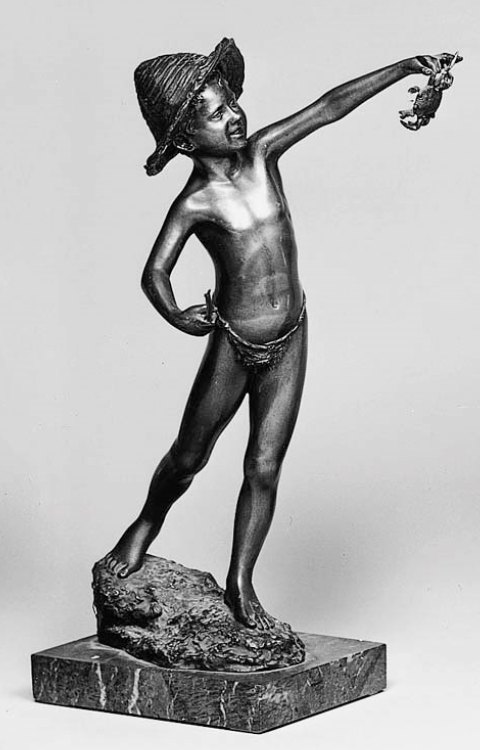
Le Pêcheur de criquets, 1916.

- Le Pêcheur de criquets (Il pescatore di locuste), bronze, 1900, (Naples, collection particulière).
- Le Petit pêcheur (Il pescatorello), bronze, h.15 cm, 1901 (Paris, collection particulière).
- Bimba pensosa, bronze, 1916 (Naples, Galleria dell'Accademia).
- La sprovvista, bronze, 1935 (Naples, Collection B. d'Angelo).
- Scodella vuota, terracotta, h. 72 cm, 1935, Naples.
- Fuori dal nido, plâtre, h. 80 cm, 1935, Naples.
- Pastorello divino, Venise.
- Compagni bastardi.
- La guardianella delle oche, bronze.

## Œuvres dans les collections publiques
- Musée du Louvre, Paris.
- Galleria dell'Accademia de Naples : Bimba pensosa.
- M.a.x.museo, Collection de la commune de Chiasso, Suisse.
- Civico Museo d'Arte Moderna e Contemporanea Castello di Masnago, Varèse.
- Museo Michelangelo Buonarotti (michelangiolesco), Arezzo.
- Museo della Fondazione Federico Zeri, université de Bologne.
- Museo civico de Varèse (inv. 278).
- Museo Fortunato Calleri di Catania

## Distinctions
Il gagne un prix au Salon de 1900 pour Le Pêcheur de criquets (1900, bronze).

## Expositions
Giovanni de Martino a participé à de nombreuses expositions, tant en Italie qu'à l'étranger surtout entre 1900 et 1929.
- Paris de 1898 à 1909.
- Salon de Paris, Musée du Louvre, France, 1900.
- Saint-Pétersbourg, 1902.
- Rome, 1903.
- Venise, 1905, 1922, 1924.
- Biennale de Venise, 1907, 1922, 1924, 1928, 1930.
- Rimini, 1909.
- Società Promotrice di Belle Arti de Naples, Naples, 1910.
- Fiorentina Primaverile, Florence, 1922.
- Reale accademia di disegno, Accademia di belle arti de Naples, 1929.
- Principauté de Monaco, Monte Carlo, 1928.
- Sindacato di belle arti della Campania, Naples, 1929.
- Quadriennale de Rome de 1931.
- Exposition rétrospective du sculpteur Giovanni De Martino, par Pietro Barillà, VI Esposizione d’Arte del Sindacato Interprovinciale di Belle Arti della Campania, Naples, 1935.
- Mostra dell'arte nella vita del Mezzogiorno, Rome, 1953.
- Exposition Novecento, Galleria Vincent, Naples, 2010.
- Exposition Gemito e la scultura a Napoli tra Otto e Novecento, Musée Ernesto Galeffi, Montevarchi, 2012.
- Exposition 60 Opere delle Collezioni dei Musei Civici, Civico Museo d'Arte Moderna e Contemporanea Castello di Masnago, Varèse, 2014.
- Exposition Il Bello o il Vero, La Scultura Napoletana del Secondo Ottocento e del Primo Novecento, église San Domenico Maggiore de Naples, 2014 et 2015.